# Actinopyga agassizii
Actinopyga agassizii (лат.) — вид голотурий из семейства Holothuriidae.
Обитает в Западной Атлантике, включая Мексиканский залив и Карибское море. Ведет ночной образ жизни, населяя заросли водорослей и морских трав, коралловые рифы и каменистое дно на глубинах до 54 м. Объект промышленного вылова в мелкомасштабном рыболовстве, используется человеком в пищу.

## Описание
Длина тела до 35 см. Поверхность окрашена в светлые цвета с рассеянными желто-коричневыми пятнами. Кожа толстая, верхняя сторона животного покрыта папиллами (коническими мясистыми выступами), в то время как на нижней стороне находятся ряды трубчатых ножек. У Actinopyga agassizii имеется пять известковых зубов вокруг анального отверстия, что определило одно из общеупотребительных английских названий вида — five-toothed sea cucumber (англ.).

## Токсичность для рыб
В одном аквариуме с голотуриями вида Actinopyga agassizii рыбы быстро погибают, поскольку кожа, кювьеровы органы этих голотурий выделяют яд голотуриин — соединение класса сапонинов. Однопроцентный раствор экстракта из кювьеровых органов в морской воде губит рыбу за 23 мин. Голотуриин действует также на моллюсков, простейших и определённые виды растений.

## Иллюстрации

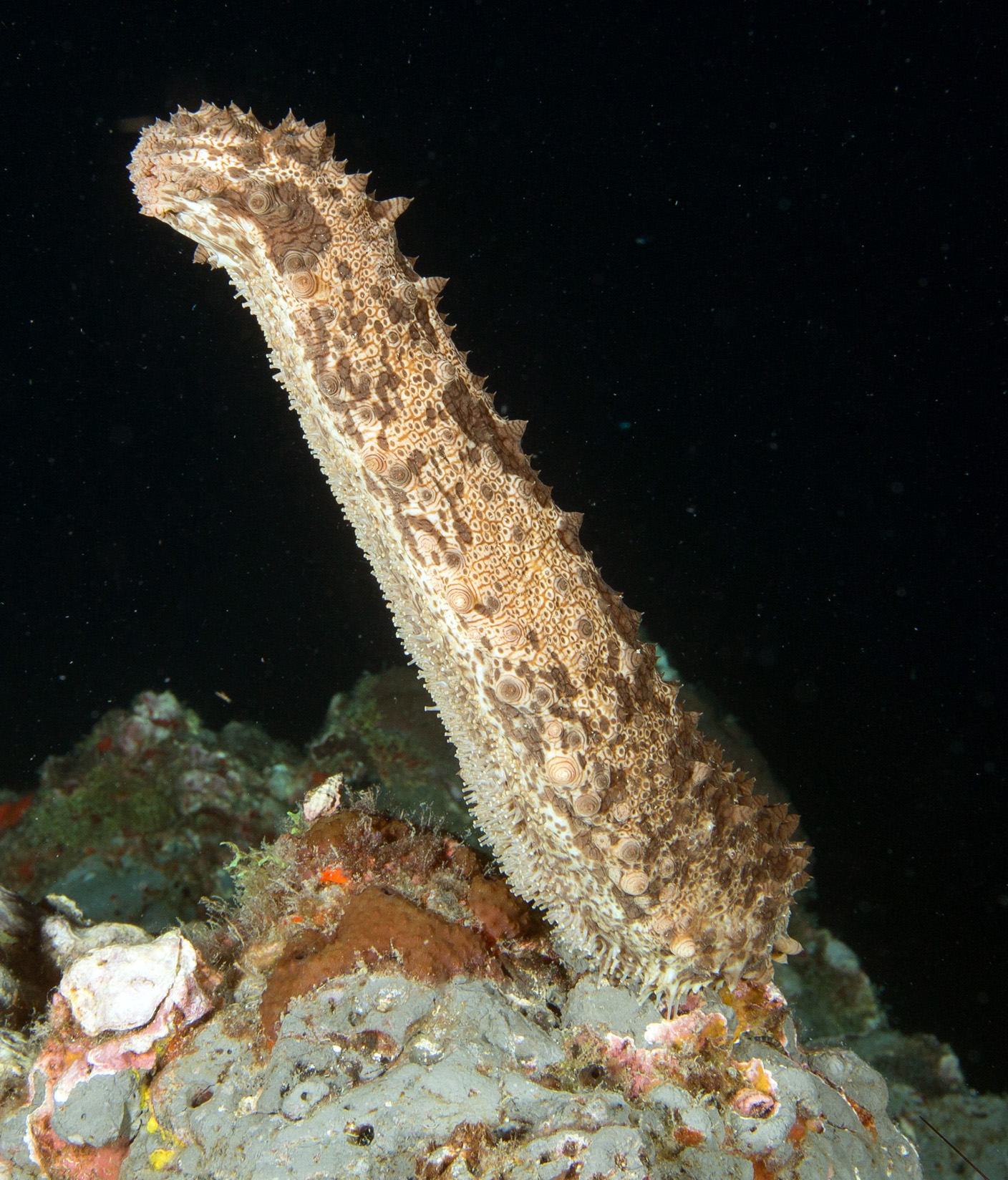
Actinopyga agassizii в нерестовой позе